# Cyrtandra grandifolia
Cyrtandra grandifolia är en tvåhjärtbladig växtart som beskrevs av Adolph Daniel Edward Elmer. Cyrtandra grandifolia ingår i släktet Cyrtandra och familjen Gesneriaceae. Inga underarter finns listade i Catalogue of Life.